# Campionat d'Espanya de Tennis femení
El Campionat d'Espanya de Tennis femení és una competició tennística itinerant celebrada a Espanya per les principals tennistes de l'estat. És una de les competicions més antigues, disputada des de 1925. Històricament la disputaven les millors tennistes espanyoles, però els darrers anys, davant la gran quantitat de tornejos del circuit professional, moltes de les principals tennistes no hi prenen part.
La Federació Espanyola va decidir suprimir el campionat d'Espanya de tennis en categoria absoluta a partir de 2017 després que en les darreres edicions no hi participaven les millors jugadores del rànquing.

## Historial
| En negreta = Campiona (1) = Nombre de títols |

### Individual femení absolut
| Edició  | Any  | Campiona                                                    | Subcampiona                                                 | Resultat                                                    | Seu                                                         | Ciutat                                                      |
| ------- | ---- | ----------------------------------------------------------- | ----------------------------------------------------------- | ----------------------------------------------------------- | ----------------------------------------------------------- | ----------------------------------------------------------- |
| I       | 1925 | Concha Fernández                                            | Sol Fitz-James                                              | 6−0, 6−0                                                    | RST Santander                                               | Santander                                                   |
| II      | 1926 | Bella Dutton                                                | Carola Fabra                                                | 6−3, 5−7, 6−3                                               | Real Zaragoza CT                                            | Saragossa                                                   |
| III     | 1927 | Rosa Torras                                                 | Josefa Gomar                                                | 2−6, 6−1, 6−4                                               | RC Puerta Hierro                                            | Madrid                                                      |
| IV      | 1928 | Bella Dutton                                                | María Cruz López                                            | 6−3, 6−1                                                    | RCT Barcelona                                               | Barcelona                                                   |
| V       | 1929 | Lilí Álvarez                                                | Rosa Torras                                                 | 6−1, 6−0                                                    | RST Pompeia                                                 | Barcelona                                                   |
| VI      | 1930 | María Cruz López                                            | Maria Lluïsa Marnet                                         | 6−4, 4−6, 6−4                                               | RLT Turó                                                    | Barcelona                                                   |
| VII     | 1931 | Bella Dutton                                                | Pepa Chávarri                                               | 6−2, 8−6                                                    | RCT Barcelona                                               | Barcelona                                                   |
| VIII    | 1932 | Bella Dutton                                                | Yolanda Chailly                                             | 6−2, 6−3                                                    | RST Pompeia                                                 | Barcelona                                                   |
| IX      | 1933 | Bella Dutton (5)                                            | Yolanda Chailly                                             | 7−5, 6−4                                                    | Club de Campo                                               | Madrid                                                      |
| X       | 1934 | Pepa Chávarri                                               | Isabel Maier                                                | 6−2, 3−6, 6−3                                               | Sporting Club                                               | València                                                    |
| XI      | 1935 | Pepa Chávarri                                               | Yolanda Chailly                                             | 6−1, 6−0, 6−1                                               | RCT Barcelona                                               | Barcelona                                                   |
| XII     | 1936 | Pepa Chávarri                                               | Ruth Kammann                                                | 6−1, 7−5                                                    | RC Polo                                                     | Barcelona                                                   |
|         | 1937 | Edicions no celebrades a causa de la Guerra Civil espanyola | Edicions no celebrades a causa de la Guerra Civil espanyola | Edicions no celebrades a causa de la Guerra Civil espanyola | Edicions no celebrades a causa de la Guerra Civil espanyola | Edicions no celebrades a causa de la Guerra Civil espanyola |
| 1938    |      | Edicions no celebrades a causa de la Guerra Civil espanyola | Edicions no celebrades a causa de la Guerra Civil espanyola | Edicions no celebrades a causa de la Guerra Civil espanyola | Edicions no celebrades a causa de la Guerra Civil espanyola | Edicions no celebrades a causa de la Guerra Civil espanyola |
| 1939    |      | Edicions no celebrades a causa de la Guerra Civil espanyola | Edicions no celebrades a causa de la Guerra Civil espanyola | Edicions no celebrades a causa de la Guerra Civil espanyola | Edicions no celebrades a causa de la Guerra Civil espanyola | Edicions no celebrades a causa de la Guerra Civil espanyola |
| XIII    | 1940 | Lilí Álvarez (2)                                            | Pepa Chávarri                                               | 6−3, 6−2                                                    | RC Tenis                                                    | Sant Sebastià                                               |
| XIV     | 1941 | Pepa Chávarri                                               | Isabel Maier                                                | 6−4, 6−1                                                    | RST Pompeia                                                 | Barcelona                                                   |
| XV      | 1942 | Isabel Maier                                                | Pepa Chávarri                                               | 6−1, 6−0                                                    | RCT Barcelona                                               | Barcelona                                                   |
| XVI     | 1943 | Pepa Chávarri                                               | Pilar Sánchez                                               | 6−2, 6−1                                                    | RST Santander                                               | Santander                                                   |
| XVII    | 1944 | Maria Josefa Riba                                           | Pepa Chávarri                                               | 6−4, 7−5                                                    | RC Jolaseta                                                 | Neguri-Bilbao                                               |
| XVIII   | 1945 | Pepa Chávarri (6)                                           | Maria Josefa Riba                                           | 6−3, 6−3                                                    | RC Puerta Hierro                                            | Madrid                                                      |
| XIX     | 1946 | Maria Josefa Riba                                           | Pepa Chávarri                                               | 6−1, 1−6, 8−6                                               | RCT Turó                                                    | Barcelona                                                   |
| XX      | 1947 | Maria Josefa Riba                                           | Gertrudis Losse                                             | 6−2, 6−3                                                    | RC Jolaseta                                                 | Neguri-Bilbao                                               |
| XXI     | 1948 | Maria Josefa Riba                                           | Mercè Solsona                                               | 6−1, 2−6, 8−6                                               | Real Zaragoza CT                                            | Saragossa                                                   |
| XXII    | 1949 | Maria Josefa Riba                                           | Alicia Guri                                                 | 2−6, 6−4, 6−2                                               | C Español de Tenis                                          | València                                                    |
| XXIII   | 1950 | Maria Josefa Riba                                           | Alicia Guri                                                 | 2−6, 6−1, 6−3                                               | CT Oviedo                                                   | Oviedo                                                      |
| XXIV    | 1951 | Mercè Solsona                                               | Maria Josefa Riba                                           | 6−3, 2−6, 7−5                                               | RST Santander                                               | Santander                                                   |
| XXV     | 1952 | Pilar Barril                                                | Alicia Guri                                                 | 3−6, 6−2, 6−4                                               | CT La Salut                                                 | Barcelona                                                   |
| XXVI    | 1953 | Maria Josefa Riba (7)                                       | Pilar Barril                                                | 6−1, 7−5                                                    | CA Montemar                                                 | Alacant                                                     |
| XXVII   | 1954 | Pilar Barril                                                | Maria Josefa Riba                                           | 6−2, 2−6, 6−3                                               | RC Tenis                                                    | Sant Sebastià                                               |
| XXVIII  | 1955 | Pilar Barril                                                | Maria Josefa Riba                                           | 6−2, 7−9, 10−8                                              | RCT Turó                                                    | Barcelona                                                   |
| XXIX    | 1956 | Pilar Barril                                                | Maria Josefa Riba                                           | 7−9, 9−7, 6−3                                               | RCT Betis                                                   | Sevilla                                                     |
| XXX     | 1957 | Mary Terán de Weiss                                         | Pilar Barril                                                | 6−0, 6−2                                                    | RC Jolaseta                                                 | Neguri-Bilbao                                               |
| XXXI    | 1958 | Pilar Barril                                                | Mary Terán de Weiss                                         | 6−2, 6−8, 8−6                                               | Real Zaragoza CT                                            | Saragossa                                                   |
| XXXII   | 1959 | Alicia Guri                                                 | Carmen Hernández                                            | 6−2, 6−8, 6−0                                               | CT Alameda                                                  | Madrid                                                      |
| XXXIII  | 1960 | Pilar Barril                                                | Ana María Estalella                                         | 6−4, 6−4                                                    | Club de Campo                                               | Vigo                                                        |
| XXXIV   | 1961 | Pilar Barril                                                | Carmen Hernández                                            | 6−3, 6−7, 6−0                                               | RCT Turó                                                    | Barcelona                                                   |
| XXXV    | 1962 | Pilar Barril                                                | Ana María Estalella                                         | 6−4, 6−3                                                    | CT València                                                 | València                                                    |
| XXXVI   | 1963 | Pilar Barril (9)                                            | Elke Zantop                                                 | 6−0, 6−3                                                    | RC Polo                                                     | Barcelona                                                   |
| XXXVII  | 1964 | Carmen Hernández                                            | Ana María Estalella                                         | 6−2, 6−2                                                    | RCT Barcelona                                               | Barcelona                                                   |
| XXXVIII | 1965 | Ana María Estalella                                         | Carmen Hernández                                            | 6−1, 6−3                                                    | CT La Salut                                                 | Barcelona                                                   |
| XXXIX   | 1966 | Ana María Estalella                                         | Pilar Barril                                                | 8−6, 6−3                                                    | RC Recreativo                                               | Huelva                                                      |
| XL      | 1967 | Carmen Hernández                                            | Ana María Estalella                                         | 6−3, 6−2                                                    | Murcia CT                                                   | Múrcia                                                      |
| XLI     | 1968 | Ana María Estalella                                         | Carmen Hernández                                            | 2−6, 8−6, 7−5                                               | RC Polo                                                     | Barcelona                                                   |
| XLII    | 1969 | Ana María Estalella (4)                                     | Nati Santacana                                              | 6−1, 6−1                                                    | RCT Turó                                                    | Barcelona                                                   |
| XLIII   | 1970 | Carmen Hernández                                            | Ana María Estalella                                         | 4−6, 6−2, 6−3                                               | CT Chamartín                                                | Madrid                                                      |
| XLIV    | 1971 | Carmen Hernández                                            | Ana María Estalella                                         | 6−4, 6−3                                                    | CT Avilés                                                   | Avilés                                                      |
| XLV     | 1972 | Carmen Hernández (5)                                        | Ana María Estalella                                         | 7−5, 6−2                                                    | Murcia CT                                                   | Múrcia                                                      |
| XLVI    | 1973 | Carmen Perea                                                | Sílvia Ramon-Cortés                                         | 6−2, 6−3                                                    | RC Polo                                                     | Barcelona                                                   |
| XLVII   | 1974 | Carmen Perea                                                | Victoria Baldovinos                                         | 8−6, 6−3                                                    | RC Jolaseta                                                 | Neguri-Bilbao                                               |
| XLVIII  | 1975 | Carmen Perea                                                | Victoria Baldovinos                                         | 9−7, 8−6                                                    | CT València                                                 | València                                                    |
| XLIX    | 1976 | Carmen Perea                                                | Victoria Baldovinos                                         | 6−1, 6−2                                                    | CT Oviedo                                                   | Oviedo                                                      |
| L       | 1977 | Carmen Perea                                                | Victoria Baldovinos                                         | 1−6, 6−1, 6−2                                               | CT La Salut                                                 | Barcelona                                                   |
| LI      | 1978 | Carmen Perea                                                | Mónica Alvarez Mon                                          | 6−2, 5−7, 8−6                                               | CT Elx                                                      | Elx                                                         |
| LII     | 1979 | Mónica Alvarez Mon                                          | Carmen Perea                                                | 1−6, 6−4, 6−4                                               | Reial Madrid CF                                             | Madrid                                                      |
| LIII    | 1980 | Carmen Perea                                                | Mónica Alvarez Mon                                          | 1−6, 7−5, 6−1                                               | Reial Madrid CF                                             | Madrid                                                      |
| LIV     | 1981 | Carmen Perea                                                | Victoria Baldovinos                                         | 3−6, 6−3, 6−2                                               | CT Avilés                                                   | Avilés                                                      |
| LV      | 1982 | Carmen Perea (9)                                            | Carolina Franch                                             | 4−6, 6−1, 6−2                                               | CT Tarragona                                                | Tarragona                                                   |
| LVI     | 1983 | Beatriz Pellón                                              | Begoña Eraña                                                | 6−2, 6−3                                                    | RC Polo                                                     | Barcelona                                                   |
| LVII    | 1984 | Michelle Garth                                              | Begoña Eraña                                                | 7−5, 2−6, 6−3                                               | CT Puente Romano                                            | Marbella                                                    |
| LVIII   | 1985 | Arantxa Sánchez Vicario                                     | Ninoska Souto                                               | 7−6, 6−2                                                    | RST Granada                                                 | Granada                                                     |
| LIX     | 1986 | María José Llorca                                           | Margarita Vaquero                                           | 6−3, 6−3                                                    | C Español de Tenis                                          | València                                                    |
| LX      | 1987 | Arantxa Sánchez Vicario                                     | María José Llorca                                           | 6−3, 6−1                                                    | RC Pineda                                                   | Sevilla                                                     |
| LXI     | 1988 | Conchita Martínez                                           | Arantxa Sánchez Vicario                                     | 6−0, 6−2                                                    | Murcia CT                                                   | Múrcia                                                      |
| LXII    | 1989 | Arantxa Sánchez Vicario                                     | Sílvia Ramon                                                | 6−1, 6−1                                                    | CA Montemar                                                 | Alacant                                                     |
| LXIII   | 1990 | Arantxa Sánchez Vicario                                     | Pilar Pérez                                                 | 6−3, 6−2                                                    | RCT Turó                                                    | Barcelona                                                   |
| LXIV    | 1991 | Eva Bes                                                     | Rosa María Llaneras                                         | 6−2, 6−2                                                    | CT Chamartín                                                | Madrid                                                      |
| LXV     | 1992 | Arantxa Sánchez Vicario (5)                                 | Estefania Bottini                                           | 6−0, 6−2                                                    | Mallorca TC                                                 | Palma                                                       |
| LXVI    | 1993 | Virginia Ruano                                              | Patricia Aznar                                              | 6−1, 7−5                                                    | Real Zaragoza CT                                            | Saragossa                                                   |
| LXVII   | 1994 | Virginia Ruano                                              | Sílvia Ramon-Cortés                                         | 6−4, 2−6, 6−2                                               | Murcia CT                                                   | Múrcia                                                      |
| LXVIII  | 1995 | Cristina Torrens                                            | Gala León                                                   | 4−6, 6−3, 7−5                                               | Murcia CT                                                   | Múrcia                                                      |
| LXIX    | 1996 | Laura Pena                                                  | Gala León                                                   | 6−1, 6−4                                                    | CT S'Agaró                                                  | S'Agaró                                                     |
| LXX     | 1997 | Virginia Ruano (3)                                          | Gala León                                                   | 4−6, 7−5, 7−6                                               | CT Ciutadella                                               | Ciutadella                                                  |
| LXXI    | 1998 | Gala León                                                   | Cristina Torrens                                            | 6−3, 6−3                                                    | CT Pamplona                                                 | Pamplona                                                    |
| LXXII   | 1999 | Gala León (2)                                               | Marta Marrero                                               | 6−3, 7−5                                                    | CT Albacete                                                 | Albacete                                                    |
| LXXIII  | 2000 | Anabel Medina                                               | Mariam Ramón                                                | 6−3, 6−1                                                    | CT València                                                 | València                                                    |
| LXXIV   | 2001 | Eva Bes (2)                                                 | Conchita Martínez                                           | 7−5, 4−6, 6−2                                               | AD Stadium Casablanca                                       | Saragossa                                                   |
| LXXV    | 2002 | Marta Marrero                                               | Marta Fraga                                                 | 6−1, 6−0                                                    | Murcia CT                                                   | Múrcia                                                      |
| LXXVI   | 2003 | María Antonia Sánchez                                       | Lourdes Domínguez                                           | 2−6, 7−6, 6−1                                               | C. Internacional de Tenis                                   | Majadahonda                                                 |
| LXXVII  | 2004 | Laura Pous                                                  | Marta Fraga                                                 | 6−2, 7−5                                                    | C. Internacional de Tenis                                   | Majadahonda                                                 |
| LXXVIII | 2005 | Anabel Medina (2)                                           | Núria Llagostera                                            | 6−1, 6−1                                                    | CMD Las Norias                                              | Logronyo                                                    |
| LXXIX   | 2006 | Lourdes Domínguez                                           | Estrella Cabeza                                             | 6−1, 6−0                                                    | RST Magdalena                                               | Santander                                                   |
| LXXX    | 2007 | Eloisa Compostizo                                           | María José Martínez                                         | 6−4, 6−3                                                    | CT Albacete                                                 | Albacete                                                    |
| LXXXI   | 2008 | Carla Suárez                                                | Núria Llagostera                                            | 6−1, 6−4                                                    | Cercle Sabadellès 1856                                      | Sabadell                                                    |
| LXXXII  | 2009 | Arantxa Parra                                               | Laura Pous                                                  | 7−6, 6−2                                                    | CTT Blas Infante                                            | Sevilla                                                     |
| LXXXIII | 2010 | Laura Pous                                                  | Leticia Costas                                              | 6−1, 6−3                                                    | CT Albacete                                                 | Albacete                                                    |
| LXXXIX  | 2011 | Carla Suárez (2)                                            | Sílvia Soler                                                | 6−3, 6−3                                                    | CT St. Joan Despí                                           | Sant Joan Despí                                             |
| XC      | 2012 | María Teresa Torró                                          | Sílvia Soler                                                | 6−1, 6−3                                                    | CT Benicarló                                                | Benicarló                                                   |
| XCI     | 2013 | Laura Pous (3)                                              | Anabel Medina                                               | 6−3, 3−6, 7−5                                               | Pavelló Barris Nord                                         | Lleida                                                      |
| XCII    | 2014 | Lara Arruabarrena                                           | Paula Badosa                                                | 7−6, 6−1                                                    | CT St. Joan Despí                                           | Sant Joan Despí                                             |
| XCIII   | 2015 | María Teresa Torró (2)                                      | Lourdes Domínguez                                           | 2−6, 7−6(5), 1−0, ret.                                      | CT St. Joan Despí                                           | Sant Joan Despí                                             |
| XCIV    | 2016 | Lara Arruabarrena (2)                                       | Sara Sorribes                                               | 6−0, 6−1                                                    | Rafa Nadal Academy                                          | Manacor                                                     |
| XCV     | 2017 | Paula Badosa                                                | Carla Suárez                                                | 6−4, 4−6, 6−3                                               | RST Santander                                               | Santander                                                   |

### Dobles femenins absolut
| Edició  | Any  | Campiones                                                   | Subcampiones                                                | Resultat                                                    | Seu                                                         | Ciutat                                                      |
| ------- | ---- | ----------------------------------------------------------- | ----------------------------------------------------------- | ----------------------------------------------------------- | ----------------------------------------------------------- | ----------------------------------------------------------- |
| I       | 1927 | Josefa Gomar C. Cabeza De Vaca                              | Rosa Torras L. Carvajal                                     | 6−4, 6−3                                                    | RC Puerta Hierro                                            | Madrid                                                      |
| II      | 1928 | Rosa Torras Maria Lluïsa Marnet                             | Bella Dutton María Cruz López                               | 9−7, 8−6                                                    | RCT Barcelona                                               | Barcelona                                                   |
| III     | 1929 | Rosa Torras María Cruz López                                | Isabel Maier "Sra. de Mesnard"                              | 6−1, 6−2                                                    | RST Pompeia                                                 | Barcelona                                                   |
| IV      | 1930 | Rosa Torras María Cruz López (2)                            | Josefa Gomar I "de Gomar"                                   | 6−1, 6−1                                                    | RLT Turó                                                    | Barcelona                                                   |
| V       | 1931 | Bella Dutton Rosa Torras                                    | L.E. Benet Yolanda Chailly                                  | 6−2, 6−1                                                    | RCT Barcelona                                               | Barcelona                                                   |
| VI      | 1932 | Bella Dutton María Cruz López                               | Rosa Torras Yolanda Chailly                                 | 6−3, 0−6, 6−2                                               | RST Pompeia                                                 | Barcelona                                                   |
| VII     | 1933 | Pepa Chávarri María África García                           | Bella Dutton María Cruz López                               | 6−3, 6−1                                                    | Club de Campo                                               | Madrid                                                      |
| VIII    | 1934 | Pepa Chávarri Isabel Maier                                  | Bella Dutton María Cruz López                               | 6−1, 6−3                                                    | Sporting Club                                               | València                                                    |
| IX      | 1935 | Pepa Chávarri Yolanda Chailly                               | Gertrudis Losse María Cruz López                            | 6−4, 6−2                                                    | RCT Barcelona                                               | Barcelona                                                   |
| X       | 1936 | Pepa Chávarri María Cruz López                              | Rosa Torras María África García                             | 6−4, 7−5                                                    | RC Polo                                                     | Barcelona                                                   |
|         | 1937 | Edicions no celebrades a causa de la Guerra Civil espanyola | Edicions no celebrades a causa de la Guerra Civil espanyola | Edicions no celebrades a causa de la Guerra Civil espanyola | Edicions no celebrades a causa de la Guerra Civil espanyola | Edicions no celebrades a causa de la Guerra Civil espanyola |
| 1938    |      | Edicions no celebrades a causa de la Guerra Civil espanyola | Edicions no celebrades a causa de la Guerra Civil espanyola | Edicions no celebrades a causa de la Guerra Civil espanyola | Edicions no celebrades a causa de la Guerra Civil espanyola | Edicions no celebrades a causa de la Guerra Civil espanyola |
| 1939    |      | Edicions no celebrades a causa de la Guerra Civil espanyola | Edicions no celebrades a causa de la Guerra Civil espanyola | Edicions no celebrades a causa de la Guerra Civil espanyola | Edicions no celebrades a causa de la Guerra Civil espanyola | Edicions no celebrades a causa de la Guerra Civil espanyola |
| XI      | 1940 | Lilí Álvarez María África García                            | Pepa Chávarri Isabel Maier                                  | 7−5, 6−2                                                    | RC Tenis                                                    | Sant Sebastià                                               |
| XII     | 1941 | Lilí Álvarez Isabel Maier                                   | Pepa Chávarri Gertrudis Losse                               | 6−2, 6−3                                                    | RST Pompeia                                                 | Barcelona                                                   |
| XIII    | 1942 | Pepa Chávarri Isabel Maier                                  | Carme Puig Gertrudis Losse                                  | Renúncia                                                    | RCT Barcelona                                               | Barcelona                                                   |
| XIV     | 1943 | Pepa Chávarri Pilar Sánchez                                 | P. Aguilar "Srta. Cabello"                                  | 6−0, 6−0                                                    | RST Santander                                               | Santander                                                   |
| XV      | 1944 | Pepa Chávarri Isabel Maier                                  | Maria Josefa Riba Carme Puig                                | 4−6, 6−3, 6−3                                               | RC Jolaseta                                                 | Neguri-Bilbao                                               |
| XVI     | 1945 | Pepa Chávarri Isabel Maier (4)                              | Maria Josefa Riba Pilar Sánchez                             | 3−6, 7−5, 6−2                                               | RC Puerta Hierro                                            | Madrid                                                      |
| XVII    | 1946 | Maria Josefa Riba Carme Puig                                | Pepa Chávarri Isabel Maier                                  | 6−3, 8−6                                                    | RCT Turó                                                    | Barcelona                                                   |
| XVIII   | 1947 | Isabel Maier A. Echevarrieta                                | Gertrudis Losse Carme Puig                                  | 6−1, 3−6, 9−7                                               | RC Jolaseta                                                 | Neguri-Bilbao                                               |
| XIX     | 1948 | Isabel Maier Maria Josefa Riba                              | Alicia Guri Mercè Solsona                                   | 6−4, 6−1                                                    | Real Zaragoza CT                                            | Saragossa                                                   |
| XX      | 1949 | Isabel Maier Maria Josefa Riba (2)                          | C. Albiol J. Medem                                          | 6−1, 5−7, 6−4                                               | C Español de Tenis                                          | València                                                    |
| XXI     | 1950 | Maria Josefa Riba B. Alonso                                 | Pilar Barril Mercè Solsona                                  | Renúncia                                                    | CT Oviedo                                                   | Oviedo                                                      |
| XXII    | 1951 | Pilar Barril Alicia Guri                                    | Maria Josefa Riba Pilar Sánchez                             | 8−10, 7−5, 6−4                                              | RST Santander                                               | Santander                                                   |
| XXIII   | 1952 | Pilar Barril Alicia Guri                                    | Maria Josefa Riba P. Barril                                 | 8−10 6−2, 6−1                                               | CT La Salut                                                 | Barcelona                                                   |
| XXIV    | 1953 | Pilar Barril Alicia Guri                                    | Gertrudis Losse M.T. Vilarnau                               | 6−1, 6−4                                                    | CA Montemar                                                 | Alacant                                                     |
| XXV     | 1954 | Pilar Barril Alicia Guri                                    | Carme Puig Mercè Solsona                                    | 6−4, 3−6, 6−4                                               | RC Tenis                                                    | Sant Sebastià                                               |
| XXVI    | 1955 | Pilar Barril Alicia Guri                                    | Maria Josefa Riba Isabel Maier                              | 6−2, 6−0                                                    | RCT Turó                                                    | Barcelona                                                   |
| XXVII   | 1956 | Pilar Barril Alicia Guri                                    | Maria Josefa Riba Isabel Maier                              | Renúncia                                                    | RCT Betis                                                   | Sevilla                                                     |
| XXVIII  | 1957 | Pilar Barril Alicia Guri                                    | Josefa Aznar C. Casas                                       | 6−2, 6−1                                                    | RC Jolaseta                                                 | Neguri-Bilbao                                               |
| XXIX    | 1958 | Pilar Barril Alicia Guri (8)                                | Mary Terán de Weiss Teresa Vilarnau                         | 6−2, 6−2                                                    | Real Zaragoza CT                                            | Saragossa                                                   |
| XXX     | 1959 | Marta Pombo Ana María Estalella                             | Pilar Barril Alicia Guri                                    | Renúncia                                                    | CT Alameda                                                  | Madrid                                                      |
| XXXI    | 1960 | Pilar Barril Carmen Hernández                               | Ana María Estalella Rosario Sendra                          | 9−7, 11−9                                                   | Club de Campo                                               | Vigo                                                        |
| XXXII   | 1961 | Ana María Estalella Carmen Hernández                        | Pilar Barril Rosario Sendra                                 | 6−3, 6−4                                                    | RCT Turó                                                    | Barcelona                                                   |
| XXXIII  | 1962 | Ana María Estalella Carmen Hernández                        | M.T. Bartual Peggy Templer                                  | 6−2, 6−1                                                    | CT València                                                 | València                                                    |
| XXXIV   | 1963 | Pilar Barril Rosario Sendra                                 | Maria José Aubet Elke Zantop                                | 6−0, 6−3                                                    | RC Polo                                                     | Barcelona                                                   |
| XXXV    | 1964 | Ana María Estalella Carmen Hernández                        | Pilar Barril Alicia Guri                                    | 6−1, 6−2                                                    | RCT Barcelona                                               | Barcelona                                                   |
| XXXVI   | 1965 | Ana María Estalella Carmen Hernández                        | Pilar Barril Maria José Aubet                               | 4−6, 6−1, 6−0                                               | CT La Salut                                                 | Barcelona                                                   |
| XXXVII  | 1966 | Ana María Estalella Carmen Hernández                        | Pilar Barril Alicia Guri                                    | 6−2, 6−1                                                    | RC Recreativo                                               | Huelva                                                      |
| XXXVIII | 1967 | Ana María Estalella Carmen Hernández                        | M.T. Cuadrado M.C. Muntañola                                | 6−3, 6−4                                                    | Murcia CT                                                   | Múrcia                                                      |
| XXXIX   | 1968 | Ana María Estalella Carmen Hernández                        | Pilar Barril Maria José Aubet                               | 6−2, 2−6, 6−1                                               | RC Polo                                                     | Barcelona                                                   |
| XL      | 1969 | Nati Santacana Margit Schultze                              | Carmen Bustamante Chela Huidobro                            | 8−6, 6−2                                                    | RCT Turó                                                    | Barcelona                                                   |
| XLI     | 1970 | Ana María Estalella Carmen Hernández                        | Maria José Aubet Margit Schultze                            | 6−4, 6−2                                                    | CT Chamartín                                                | Madrid                                                      |
| XLII    | 1971 | Ana María Estalella Carmen Hernández                        | Carmen Bustamante Chela Huidobro                            | 6−1, 7−5                                                    | CT Avilés                                                   | Avilés                                                      |
| XLIII   | 1972 | Ana María Estalella Carmen Hernández                        | Sílvia Blume Carmen Perea                                   | 6−1, 7−5                                                    | Murcia CT                                                   | Múrcia                                                      |
| XLIV    | 1973 | Ana María Estalella Carmen Hernández                        | Sílvia Blume Carmen Perea                                   | 6−3, 6−3                                                    | RC Polo                                                     | Barcelona                                                   |
| XLV     | 1974 | Ana María Estalella Carmen Hernández                        | Carmen Perea Victoria Baldovinos                            | Renúncia                                                    | RC Jolaseta                                                 | Neguri-Bilbao                                               |
| XLVI    | 1975 | Ana María Estalella Carmen Hernández (13)                   | Sílvia Blume Carmen Perea                                   | 9−7, 8−6                                                    | CT València                                                 | València                                                    |
| XLVII   | 1976 | Carmen Perea Mónica Alvarez Mon                             | Ana María Estalella Carmen Hernández                        | 2−6, 6−4, 6−1                                               | CT Oviedo                                                   | Oviedo                                                      |
| XLVIII  | 1977 | Carmen Hernández Mónica Alvarez Mon                         | Carmen Perea Victoria Baldovinos                            | 6−4, 3−6, 8−6                                               | CT La Salut                                                 | Barcelona                                                   |
| XLIX    | 1978 | Sílvia Blume Mónica Alvarez Mon                             | Carmen Perea Victoria Baldovinos                            | 6−2, 6−3                                                    | CT Elx                                                      | Elx                                                         |
| L       | 1979 | Carmen Hernández Beatriz Pellón                             | Isabel Moure María Jesús Mateo                              | 7−6, 6−4                                                    | Reial Madrid CF                                             | Madrid                                                      |
| LI      | 1980 | Carmen Perea Beatriz Pellón                                 | Sílvia Blume Mónica Alvarez Mon                             | 5−7, 6−4, 6−3                                               | Reial Madrid CF                                             | Madrid                                                      |
| LII     | 1981 | Carmen Perea Victoria Baldovinos                            | Laura García Marisa Sánchez                                 | 6−2, 6−3                                                    | CT Avilés                                                   | Avilés                                                      |
| LIII    | 1982 | Carmen Perea Victoria Baldovinos (2)                        | Beatriz Pellón Sílvia Blume                                 | 6−2, 2−6, 6−3                                               | CT Tarragona                                                | Tarragona                                                   |
| LIV     | 1983 | Anna Almansa Michelle Garth                                 | Carmen Perea Victoria Baldovinos                            | 6−2, 6−3                                                    | RC Polo                                                     | Barcelona                                                   |
| LV      | 1984 | Janet Souto Ninoska Souto                                   | Carmen Perea Victoria Baldovinos                            | 6−4, 6−3                                                    | CT Puente Romano                                            | Marbella                                                    |
| LVI     | 1985 | Rosa Bielsa Elena Guerra                                    | Janet Souto Ninoska Souto                                   | 2−6, 6−0, 6−2                                               | RST Granada                                                 | Granada                                                     |
| LVII    | 1986 | Rosa Bielsa Elena Guerra (2)                                | Margarita Vaquero Inmaculada Varas                          | 4−6, 6−3, 6−3                                               | C Español de Tenis                                          | València                                                    |
|         | 1987 | Edició no celebrada                                         | Edició no celebrada                                         | Edició no celebrada                                         | Edició no celebrada                                         | Edició no celebrada                                         |
| LVIII   | 1988 | Conchita Martínez Anna Maria Segura                         | Janet Souto Ninoska Souto                                   | 6−2, 6−1                                                    | Murcia CT                                                   | Múrcia                                                      |
| LIX     | 1989 | Ana Larracoechea Ninoska Souto                              | Ana Belén Quintana Anna Maria Segura                        | 6−3, 6−3                                                    | CA Montemar                                                 | Alacant                                                     |
| LX      | 1990 | María José Llorca Anna Maria Segura                         | Eva Bes Virginia Ruano                                      | 6−4, 6−2                                                    | RCT Turó                                                    | Barcelona                                                   |
| LXI     | 1991 | Rosa Bielsa Janet Souto                                     | Eva Jiménez M. García                                       | 3−6, 6−3, 9−7                                               | CT Chamartín                                                | Madrid                                                      |
| LXII    | 1992 | Eva Bes Virginia Ruano                                      | Rosa Bielsa Janet Souto                                     | 6−1, 2−6, 6−0                                               | Mallorca TC                                                 | Palma                                                       |
| LXIII   | 1993 | Eva Jiménez Inmaculada Varas                                | Alicia Ortuño Pilar Pérez                                   | 6−1, 7−5, 6−3                                               | Real Zaragoza CT                                            | Saragossa                                                   |
| LXIV    | 1994 | Eva Bes Virginia Ruano (2)                                  | Marina Escobar Sílvia Ramon-Cortés                          | 6−4, 6−1                                                    | Murcia CT                                                   | Múrcia                                                      |
| LXV     | 1995 | Estefania Bottini Gala León                                 | Cristina Torrens Sílvia Ramon-Cortés                        | 6−4, 6−3                                                    | Murcia CT                                                   | Múrcia                                                      |
|         | 1996 | Edició no celebrada                                         | Edició no celebrada                                         | Edició no celebrada                                         | Edició no celebrada                                         | Edició no celebrada                                         |
| LXVI    | 1997 | Ana Alcázar Eva Bes                                         | Gala León Virginia Ruano                                    | 6−7, 6−4, 6−4                                               | CT Ciutadella                                               | Ciutadella                                                  |
| LXVII   | 1998 | Patricia Aznar Yolanda Clemot                               | Gala León Rosa María Llaneras                               | 6−1, 7−5                                                    | CT Pamplona                                                 | Pamplona                                                    |
| LXVIII  | 1999 | Gala León Virginia Ruano                                    | Eva Bes Gisela Riera                                        | 6−2, 2−6, 6−0                                               | CT Albacete                                                 | Albacete                                                    |
|         | 2000 | Edició no celebrada                                         | Edició no celebrada                                         | Edició no celebrada                                         | Edició no celebrada                                         | Edició no celebrada                                         |
| LXIX    | 2001 | Eva Bes Gisela Riera                                        | Núria Llagostera Conchita Martínez                          | 6−3, 6−1                                                    | AD Stadium Casablanca                                       | Saragossa                                                   |
| LXX     | 2002 | Marta Marrero Gisela Riera                                  | Marta Fraga María José Sánchez                              | 6−0, 6−0                                                    | Murcia CT                                                   | Múrcia                                                      |
| LXXI    | 2003 | Marta Fraga María José Sánchez                              | Carolina Rodríguez Astrid Waernes                           | 6−1, 6−0                                                    | C. Internacional de Tenis                                   | Majadahonda                                                 |
| LXXII   | 2004 | Anna Font Carla Suárez                                      | Marta Fraga Lourdes Pascual                                 | 3−6, 6−4, 6−2                                               | C. Internacional de Tenis                                   | Majadahonda                                                 |
| LXXIII  | 2005 | Anabel Medina Núria Llagostera                              | Estrella Cabeza Núria Roig                                  | 6−2, 6−4                                                    | CMD Las Norias                                              | Logronyo                                                    |
| LXXIV   | 2006 | Estrella Cabeza Laura Pous                                  | Conchita Martínez María José Martínez                       | 3−6, 7−6, 6−1                                               | RST Magdalena                                               | Santander                                                   |
| LXXV    | 2007 | Núria Llagostera María José Martínez                        | Arantxa Parra Laura Pous                                    | 6−2, 7−6                                                    | CT Albacete                                                 | Albacete                                                    |
| LXXVI   | 2008 | Lourdes Domínguez Arantxa Parra                             | Estrella Cabeza Sara del Barrio                             | 7−5, 7−5                                                    | Cercle Sabadellès 1856                                      | Sabadell                                                    |
| LXXVII  | 2009 | Lourdes Domínguez Arantxa Parra                             | Cristina Sánchez Irene Rehberger                            | 6−4, 6−2                                                    | CTT Blas Infante                                            | Sevilla                                                     |
| LXXVIII | 2010 | Estrella Cabeza Laura Pous                                  | Arantxa Parra Leticia Costas                                | 6−2, 6−1                                                    | CT Albacete                                                 | Albacete                                                    |
| LXXIX   | 2011 | Núria Llagostera Arantxa Parra                              | Lara Arruabarrena Leticia Costas                            | 6−3, 6−4                                                    | CT St. Joan Despí                                           | Sant Joan Despí                                             |
| LXXX    | 2012 | Lara Arruabarrena María Teresa Torró                        | Lucía Cervera Carolina Prats                                | 6−2, 6−2                                                    | CT Benicarló                                                | Benicarló                                                   |
| LXXXI   | 2013 | Arantxa Parra Inés Ferrer                                   | Arabela Fernández Marta Sexmilo                             | 6−3, 5−7, [10−4]                                            | Pavelló Barris Nord                                         | Lleida                                                      |
| LXXXII  | 2014 | Lara Arruabarrena María José Martínez                       | Inés Ferrer Sara Sorribes                                   | 6−3, 6−2                                                    | CT St. Joan Despí                                           | Sant Joan Despí                                             |
| LXXXIII | 2015 | Lourdes Domínguez Arantxa Parra (3)                         | Yvonne Cavallé Olga Saez                                    | 6−2, 6−3                                                    | CT St. Joan Despí                                           | Sant Joan Despí                                             |
| LXXXIV  | 2016 | Estrella Cabeza Laura Pous (3)                              | Yvonne Cavallé Arabela Fernández                            | 6−1, 6−2                                                    | Rafa Nadal Academy                                          | Manacor                                                     |
| LXXXV   | 2017 | Lara Arruabarrena Arantxa Parra                             | Paula Badosa Estrella Cabeza                                | 6−4, 6−3                                                    | RST Santander                                               | Santander                                                   |

### Dobles mixts absolut
| Edició  | Any  | Campions                                                    | Subcampions                                                 | Resultat                                                    | Seu                                                         | Ciutat                                                      |
| ------- | ---- | ----------------------------------------------------------- | ----------------------------------------------------------- | ----------------------------------------------------------- | ----------------------------------------------------------- | ----------------------------------------------------------- |
| I       | 1927 | Josefa Gomar Eduard Flaquer                                 | Rosa Torras Josep Maria Tarruella                           | 6−3, 6−1, 6−4                                               | RC Puerta Hierro                                            | Madrid                                                      |
| II      | 1928 | Bella Dutton Eduard Flaquer                                 | Maria Lluïsa Marnet Enrique Maier                           | 6−3, 6−4                                                    | RCT Barcelona                                               | Barcelona                                                   |
| III     | 1929 | Rosa Torras Enrique Maier                                   | Isabel Fonrodona Antonio Boter                              | 6−4, 6−0                                                    | RST Pompeia                                                 | Barcelona                                                   |
| IV      | 1930 | Maria Lluïsa Marnet Francesc Sindreu                        | Rosa Torras Enrique Maier                                   | 6−0, retirada                                               | RLT Turó                                                    | Barcelona                                                   |
| V       | 1931 | Rosa Torras Enrique Maier (2)                               | Yolanda Chailly Ricardo Saprissa                            | 6−3, 6−4                                                    | RCT Barcelona                                               | Barcelona                                                   |
| VI      | 1932 | Rosa Torras Alberto Durall                                  | Yolanda Chailly Antonio Boter                               | 6−3, 1−6, 10−8                                              | RST Pompeia                                                 | Barcelona                                                   |
| VII     | 1933 | María Cruz López Eduard Flaquer                             | Yolanda Chailly Antonio Boter                               | 6−1, 6−3                                                    | Club de Campo                                               | Madrid                                                      |
| VIII    | 1934 | Isabel Maier Enrique Maier                                  | María Cruz López Francesc Sindreu                           | 6−3, 5−7, 6−4                                               | Sporting Club                                               | València                                                    |
| IX      | 1935 | Pepa Chávarri Joan Manel Blanc                              | María Cruz López Antonio Boter                              | 6−3, 6−0, 6−1                                               | RCT Barcelona                                               | Barcelona                                                   |
| X       | 1936 | Isabel Maier Antonio Boter                                  | D. Rifé Lluís Carles                                        | 6−2, 7−5                                                    | RC Polo                                                     | Barcelona                                                   |
|         | 1937 | Edicions no celebrades a causa de la Guerra Civil espanyola | Edicions no celebrades a causa de la Guerra Civil espanyola | Edicions no celebrades a causa de la Guerra Civil espanyola | Edicions no celebrades a causa de la Guerra Civil espanyola | Edicions no celebrades a causa de la Guerra Civil espanyola |
| 1938    |      | Edicions no celebrades a causa de la Guerra Civil espanyola | Edicions no celebrades a causa de la Guerra Civil espanyola | Edicions no celebrades a causa de la Guerra Civil espanyola | Edicions no celebrades a causa de la Guerra Civil espanyola | Edicions no celebrades a causa de la Guerra Civil espanyola |
| 1939    |      | Edicions no celebrades a causa de la Guerra Civil espanyola | Edicions no celebrades a causa de la Guerra Civil espanyola | Edicions no celebrades a causa de la Guerra Civil espanyola | Edicions no celebrades a causa de la Guerra Civil espanyola | Edicions no celebrades a causa de la Guerra Civil espanyola |
| XI      | 1940 | Pepa Chávarri Lluís Carles                                  | María África García F. Couder                               | 6−4, 7−5                                                    | RC Tenis                                                    | Sant Sebastià                                               |
| XII     | 1941 | Isabel Maier Joan Manel Blanc                               | Gertrudis Losse Antonio Boter                               | Renúncia                                                    | RST Pompeia                                                 | Barcelona                                                   |
| XIII    | 1942 | Pepa Chávarri Jaume Bartrolí                                | Isabel Maier Lluís Carles                                   | 6−2, 6−4                                                    | RCT Barcelona                                               | Barcelona                                                   |
| XIV     | 1943 | Pepa Chávarri Jaume Bartrolí (2)                            | "Srta. Moixó" Lluís Carles                                  | 6−4, 6−4                                                    | RST Magdalena                                               | Santander                                                   |
| XV      | 1944 | Isabel Maier Fernando Olózaga                               | E. Ferrando Lluís Carles                                    | 6−3, 6−0                                                    | RC Jolaseta                                                 | Neguri-Bilbao                                               |
| XVI     | 1945 | Maria Josefa Riba Jaume Bartrolí                            | Pepa Chávarri Pere Masip                                    | 6−4, 2−6, 6−4                                               | RC Puerta Hierro                                            | Madrid                                                      |
| XVII    | 1946 | Isabel Maier Pere Masip                                     | Maria Josefa Riba Jaume Bartrolí                            | 2−6, 6−4, 7−5                                               | RCT Turó                                                    | Barcelona                                                   |
| XVIII   | 1947 | Maria Josefa Riba Jaume Bartrolí                            | Isabel Maier J. Allende                                     | 6−3, 6−3                                                    | RC Jolaseta                                                 | Neguri-Bilbao                                               |
| XIX     | 1948 | Isabel Maier Pere Masip                                     | Maria Josefa Riba Jaume Bartrolí                            | 6−4, 2−6, 6−4                                               | Real Zaragoza CT                                            | Saragossa                                                   |
| XX      | 1949 | Isabel Maier Pere Masip (3)                                 | Maria Josefa Riba Jaume Bartrolí                            | 7−5, 6−3                                                    | Club Español de Tenis                                       | València                                                    |
| XXI     | 1950 | Maria Josefa Riba Jaume Bartrolí                            | Alicia Guri Lluís Carles                                    | Renúncia                                                    | CT Oviedo                                                   | Oviedo                                                      |
| XXII    | 1951 | Maria Josefa Riba Emilio Martínez                           | Alicia Guri Jaume Bartrolí                                  | 6−1, 6−1                                                    | RS Santander                                                | Santander                                                   |
| XXIII   | 1952 | Alicia Guri Emilio Martínez                                 | Maria Josefa Riba Jaume Bartrolí                            | 6−2, 7−5                                                    | CT La Salut                                                 | Barcelona                                                   |
| XXIV    | 1953 | Alicia Guri Emilio Martínez                                 | Pilar Barril Eduardo Fleischner                             | 6−3, 6−3                                                    | CA Montemar                                                 | Alacant                                                     |
| XXV     | 1954 | Maria Josefa Riba Fernando Olózaga                          | Alicia Guri Emilio Martínez                                 | 4−6, 6−3, 6−2                                               | RC Tenis                                                    | Sant Sebastià                                               |
| XXVI    | 1955 | Maria Josefa Riba Jaume Bartrolí (4)                        | Pilar Barril M. Rincón                                      | 6−3, 7−5                                                    | RCT Turó                                                    | Barcelona                                                   |
| XXVII   | 1956 | Pilar Barril Antonio Martínez                               | Alicia Guri Emilio Martínez                                 | 7−5, 7−9, 7−5                                               | RCT Betis                                                   | Sevilla                                                     |
| XXVIII  | 1957 | Alicia Guri Emilio Martínez (3)                             | Mercè Solsona Pere Castellà                                 | 6−0, 6−3                                                    | RC Jolaseta                                                 | Neguri-Bilbao                                               |
| XXIX    | 1958 | Pilar Barril Antonio Martínez (2)                           | Alicia Guri Emilio Martínez                                 | 6−4, 6−4                                                    | Real Zaragoza CT                                            | Saragossa                                                   |
| XXX     | 1959 | Alicia Guri Albert Arilla                                   | Pilar Barril Emilio Martínez                                | 11−9, 6−4                                                   | CT Alameda                                                  | Madrid                                                      |
| XXXI    | 1960 | Ana María Estalella Antonio Martínez                        | Alicia Guri Albert Arilla                                   | 6−4, 6−3                                                    | Club de Campo                                               | Vigo                                                        |
| XXXII   | 1961 | Ana María Estalella Antonio Martínez                        | Carmen Hernández Albert Arilla                              | 7−6, 6−2                                                    | RCT Turó                                                    | Barcelona                                                   |
| XXXIII  | 1962 | Ana María Estalella Antonio Martínez                        | Carmen Hernández Albert Arilla                              | Renúncia                                                    | CT València                                                 | València                                                    |
| XXXIV   | 1963 | Ana María Estalella Antonio Martínez (4)                    | Rosario Sendra Juan Manuel Couder                           | 6−2, 3−6, 6−1                                               | RC Polo                                                     | Barcelona                                                   |
| XXXV    | 1964 | Ana María Estalella Albert Esplugas                         | Pilar Barril F. Casado                                      | 6−4, 6−2                                                    | RCT Barcelona                                               | Barcelona                                                   |
| XXXVI   | 1965 | Carmen Hernández Manuel Orantes                             | Ana María Estalella Albert Esplugas                         | 6−2, 7−5                                                    | CT La Salut                                                 | Barcelona                                                   |
| XXXVII  | 1966 | Ana María Estalella Albert Esplugas (2)                     | Pilar Barril Antonio Martínez                               | 6−0, 6−2                                                    | RC Recreativo                                               | Huelva                                                      |
| XXXVIII | 1967 | Carmen Hernández Manuel Orantes (2)                         | Ana María Estalella J.A. Castañón                           | 6−1, 6−4                                                    | Murcia CT                                                   | Múrcia                                                      |
| XXXIX   | 1968 | Carmen Hernández Josep Lluís Arilla                         | Ana María Estalella J.A. Castañón                           | 5−7, 6−3, 6−0                                               | RC Polo                                                     | Barcelona                                                   |
| XL      | 1969 | Margit Schultze Josep Maria Gisbert                         | Ana María Estalella J.A. Castañón                           | 3−6, 6−2, 6−4                                               | RCT Turó                                                    | Barcelona                                                   |
| XLI     | 1970 | Margit Schultze Josep Maria Gisbert                         | Carmen Hernández J.A. Castañón                              | 6−3, 6−4                                                    | CT Chamartín                                                | Madrid                                                      |
| XLII    | 1971 | Margit Schultze Josep Maria Gisbert (3)                     | Ana María Estalella Lluís Bruguera                          | 8−6, 6−4                                                    | CT Avilés                                                   | Avilés                                                      |
| XLIII   | 1972 | Ana María Estalella Lluís Bruguera                          | Margit Schultze Josep Maria Gisbert                         | 6−1, 6−2                                                    | Murcia CT                                                   | Múrcia                                                      |
| XLIV    | 1973 | Mónica Alvarez Mon Carlos Puigmiquel                        | Ana María Estalella Lluís Bruguera                          | Títol pòstum                                                | RC Polo                                                     | Barcelona                                                   |
|         | 1974 | Edició no celebrada                                         | Edició no celebrada                                         | Edició no celebrada                                         | Edició no celebrada                                         | Edició no celebrada                                         |
| XLV     | 1975 | Carmen Hernández José Moreno                                | Ana María Estalella Lluís Bruguera                          | 6−2, 6−3                                                    | CT València                                                 | València                                                    |
|         | 1976 | Edició no celebrada                                         | Edició no celebrada                                         | Edició no celebrada                                         | Edició no celebrada                                         | Edició no celebrada                                         |
| XLVI    | 1977 | Carmen Hernández José Moreno                                | Carmen Bustamante Aniceto Álvarez                           | 4−6, 6−0, 6−4                                               | CT La Salut                                                 | Barcelona                                                   |
| XLVII   | 1978 | Carmen Hernández José Moreno                                |                                                             | 6−3, 6−1                                                    | CT Elx                                                      | Elx                                                         |
| XLVIII  | 1979 | Carmen Hernández José Moreno (4)                            | Victoria Baldovinos Andreu Gimeno                           | 7−6, 4−6, 6−3                                               | Real Madrid CF                                              | Madrid                                                      |
| XLIX    | 1980 | Carmen Perea Joan Ignasi Muntañola                          | Marisol Montaño José Moreno                                 | 6−4, 6−1                                                    | Real Madrid CF                                              | Madrid                                                      |
| L       | 1981 | Anna Almansa F. Ferrer                                      | Carmen Perea Gaston Escofet                                 | 6−4, 6−2                                                    | CT Avilés                                                   | Avilés                                                      |
| LI      | 1982 | Carmen Perea Lorenzo Fargas                                 | Victoria Baldovinos Andreu Gimeno                           | 6−2, 4−6, 6−1                                               | CT Tarragona                                                | Tarragona                                                   |
| LII     | 1983 | Carmen Perea Lorenzo Fargas                                 | Beatriz Pellón A. Capitán                                   | 4−6, 7−6, 6−0                                               | RC Polo                                                     | Barcelona                                                   |
| LIII    | 1984 | Carmen Perea Lorenzo Fargas (3)                             | Ninoska Souto Jesus Colás                                   | 7−5, 6−4                                                    | CT Puente Romano                                            | Marbella                                                    |
| LIV     | 1985 | Rosa Bielsa José Manuel Clavet                              | Carmen Perea Lorenzo Fargas                                 | 3−6, 7−5, 6−2                                               | RST Granada                                                 | Granada                                                     |
| LV      | 1986 | Rosa Bielsa David de Miguel                                 | Patricia Couder Juan Manuel Couder                          | 6−3, 2−6, 6−4                                               | Club Español de Tenis                                       | València                                                    |